# 후쿠하라 미호
후쿠하라 미호(福原美穂, 1987년 6월 19일~)는 일본의 싱어송라이터이다.
2002년 12월 16일, 중학교 3학년 시절 홋카이도 TV 방송(HTB)의 텔레비전 방송 《情報ワイド 夕方Don!Don!》의 코너인 〈사비카라 선수권〉에서 머라이어 캐리의 〈All I Want for Christmas Is You〉로 출장해 우승했다. 이 방송이 계기가 되어 가수로 데뷔하게 됐다.
2006년 고등학교를 졸업하고서 HTB의 음악 방송 《유메치카18》의 기획으로 생긴 인디 레이블 유메치카 레코드에서 홋카이도 한정으로 싱글 《The Roots》와 미니 음반 《Step☆Out》을 발매한다.

## 음반 목록

### 싱글
- 2006년 〈The Root〉
- 2008년 〈Change〉
- 2008년 〈히마와리〉(ひまわり 해바라기[*])
- 2008년 〈야사시이 아카〉(優しい赤 상냥한 빨강[*])
- 2008년 〈Love: Winter Song〉
- 2009년 〈유키노 히카리〉¹(雪の光 눈의 빛[*])
- 2009년 〈Habani Sky〉
- 2009년 〈Let it Out〉
- 2009년 〈난데 나키타쿠낫차운다로 〉(なんで泣きたくなっちゃうんだろう)
- 2010년 〈미라이/모시카시테〉(未来-ミライ-/もしかして)

¹ 디지털 싱글

### 정규 음반
- 2006년 《Step☆Out EP》(EP)
- 2009년 《Rainbow》
- 2010년 《Music is My Life》
- 2010년 《Regrets of Love》(EP)
- 2011년 《The Soul Extreme EP》(EP)
- 2011년 《The Soul Extreme EP II》(EP)